# Francisco Gutiérrez Álvarez
Pour les articles homonymes, voir Gutiérrez.
Gutiérrez  Rojo est un nom espagnol. Le premier nom de famille, en général paternel, est Gutiérrez ; le second, en général maternel, souvent omis, est Rojo.
Francisco Gutierrez Álvarez (né le 3 juin 1980 à Barakaldo) est un coureur cycliste espagnol, professionnel en 2003 et 2004.

## Palmarès et résultats

### Palmarès par année
- 2001
  - 2e de la Prueba San Juan
  - 2e de la Leintz Bailarari Itzulia
  - 3e du Circuito Aiala
- 2002
  - Vainqueur de la Coupe d'Espagne
  - Vainqueur de la Coupe d'Espagne espoirs
  - 4e étape du Tour d'Alava[1]
  - Santikutz Klasika
  - 5eb étape du Tour de Navarre (contre-la-montre)
  - Prueba San Juan
  - 3e étape du Tour de la Communauté aragonaise
  - 2e de la Cursa Ciclista del Llobregat
  - 2e du championnat d'Espagne sur route espoirs
  - 2e du Tour de la Communauté aragonaise
  -  Médaillé d'argent du championnat du monde sur route espoirs
  - 3e du championnat d'Espagne du contre-la-montre espoirs
  - 3e du Memorial Valenciaga
- 2005
  - Champion de Biscaye du contre-la-montre
  - Vainqueur de la Coupe d'Espagne
  - Vainqueur du Torneo Euskaldun
  - Tour de Salnés :
    - Classement général
    - 2e étape

  - 2e étape du Tour d'Ávila
  - Subida a Altzo
  - Andra Mari Sari Nagusia
  - Prueba Alsasua
  - 2e du Laudio Saria
  - 2e de la Leintz Bailarari Itzulia
  - 2e du Tour du Goierri
  - 3e du Trophée Guerrita
  - 3e du Tour de Navarre
- 2006
  - Vainqueur de la Coupe d'Espagne
  - Vainqueur du Torneo Euskaldun
  - Prueba Loinaz
  - Santikutz Klasika
  - Subida a Urraki
  - Classement général du Tour de Cantabrie
  - La Montaña Vasca
  - Subida a Altzo
  - 2e du Trophée Guerrita
  - 2e du Trophée Eusebio Vélez
  - 2e de la San Martín Proba
  - 2e de la Prueba San Juan
  - 2e du Gran Premio San Antonio

### Résultats sur les grands tours

#### Tour d'Espagne
1 participation 
- 2003 : 158e

### Classements mondiaux
| Année           | 2005 |
| --------------- | ---- |
| UCI Europe Tour | 692e |